# Гейл Бърман
Гейл Бърман (на английски: Gail Berman) е съосновател на медийната компания „BermanBraun“ (заедно с Лойд Браун).

## Биография
Гейл Бърман е родена на 17 август 1956 г. в САЩ. През 1978 г. завършва Университета на Мериленд с бакалавърска степен по драматургия.
От 2000 до 2005 г. Бърман оглавява Fox Broadcasting Company. Именно тя одобрява сериали като „Д-р Хаус“, „24“, „Развитие в застой“, „Кости“ и „Семейният тип“. През март 2005 г. тя става президент на Paramount Pictures.
Тя е един от изпълнителните продуценти на хитовите сериали „Бъфи, убийцата на вампири“ и „Ейнджъл“.
Омъжена е за сценариста Бил Мастърс, от когото има две деца.